# Nadav Kander
Nadav Kander (né le 1er décembre 1961 à Tel Aviv, Israël) est un photographe vivant et travaillant en Grande-Bretagne.

## Biographie
Né en Israël, Nadav Kander a grandi en Afrique du Sud. Dans les années 1980, il s'établit à Londres où il vit avec sa femme et ses trois enfants. Il a été récompensé en 2002 par l'Award Terence Donovan de la Royal Photographic Society. Il est également le vainqueur du prix Pictet 2009 dédié au développement durable.

## Expositions
- Keep Your Distance, Palais de Tokyo, Paris, 2005